# Cleppé
Cleppé – miejscowość i gmina we Francji, w regionie Owernia-Rodan-Alpy, w departamencie Loara.
Według danych na rok 1990 gminę zamieszkiwały 404 osoby, a gęstość zaludnienia wynosiła 26 osób/km² (wśród 2880 gmin regionu Rodan-Alpy Cleppé plasuje się na 1231. miejscu pod względem liczby ludności, natomiast pod względem powierzchni na miejscu 740.).